# Муса-Кух
Муса-Кух (перс. موسي كوه) — село в Ірані, у дегестані Аліян, у бахші Сардар-е-Джанґаль, шагрестані Фуман остану Ґілян. За даними перепису 2006 року, його населення становило 135 осіб, що проживали у складі 34 сімей.

## Клімат
Середня річна температура становить 13,94 °C, середня максимальна – 27,94 °C, а середня мінімальна – -0,13 °C. Середня річна кількість опадів – 669 мм.
| Клімат поселення                              | Клімат поселення | Клімат поселення | Клімат поселення | Клімат поселення | Клімат поселення | Клімат поселення | Клімат поселення | Клімат поселення | Клімат поселення | Клімат поселення | Клімат поселення | Клімат поселення | Клімат поселення |
| Показник                                      | Січ.             | Лют.             | Бер.             | Квіт.            | Трав.            | Черв.            | Лип.             | Серп.            | Вер.             | Жовт.            | Лист.            | Груд.            |                  |
| Середній максимум, °C                         | 11,01            | 11,19            | 12,39            | 17,16            | 20,52            | 26,20            | 27,94            | 27,77            | 22,93            | 20,44            | 16,57            | 12,17            |                  |
| Середня температура, °C                       | 5,44             | 5,63             | 6,83             | 11,58            | 14,96            | 20,63            | 23,67            | 23,50            | 18,66            | 16,18            | 12,30            | 7,90             |                  |
| Середній мінімум, °C                          | −0,13            | 0,06             | 1,26             | 6,02             | 9,40             | 15,08            | 19,41            | 19,24            | 14,40            | 11,90            | 8,04             | 3,64             |                  |
| Норма опадів, мм                              | 64               | 53               | 65               | 60               | 39               | 23               | 12               | 27               | 60               | 90               | 72               | 104              |                  |
| Середньомісячна швидкість вітру, м/с          | 2.18             | 2.32             | 2.40             | 2.36             | 2.20             | 2.24             | 2.55             | 2.25             | 1.96             | 2.00             | 2.03             | 1.91             |                  |
| Середньомісячна сонячна радіація, кДж/м²·день | 6957             | 9201             | 11330            | 15864            | 19753            | 22348            | 23274            | 19739            | 16119            | 11117            | 8607             | 6660             |                  |
| --------------------------------------------- | ---------------- | ---------------- | ---------------- | ---------------- | ---------------- | ---------------- | ---------------- | ---------------- | ---------------- | ---------------- | ---------------- | ---------------- | ---------------- |
| Джерело:                                      |                  |                  |                  |                  |                  |                  |                  |                  |                  |                  |                  |                  |                  |